# Орци, Лёринц

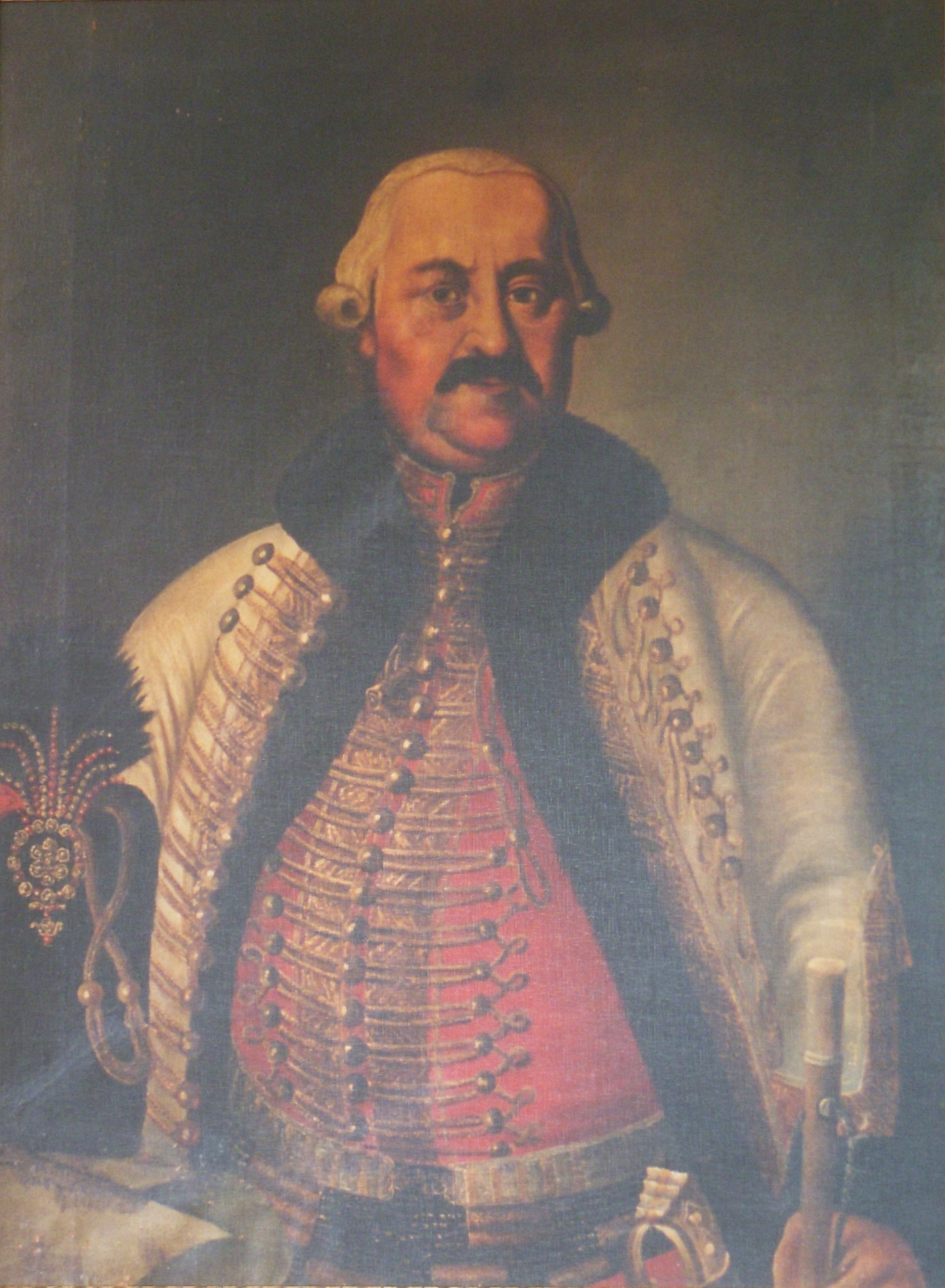
Портрет Л. Орци

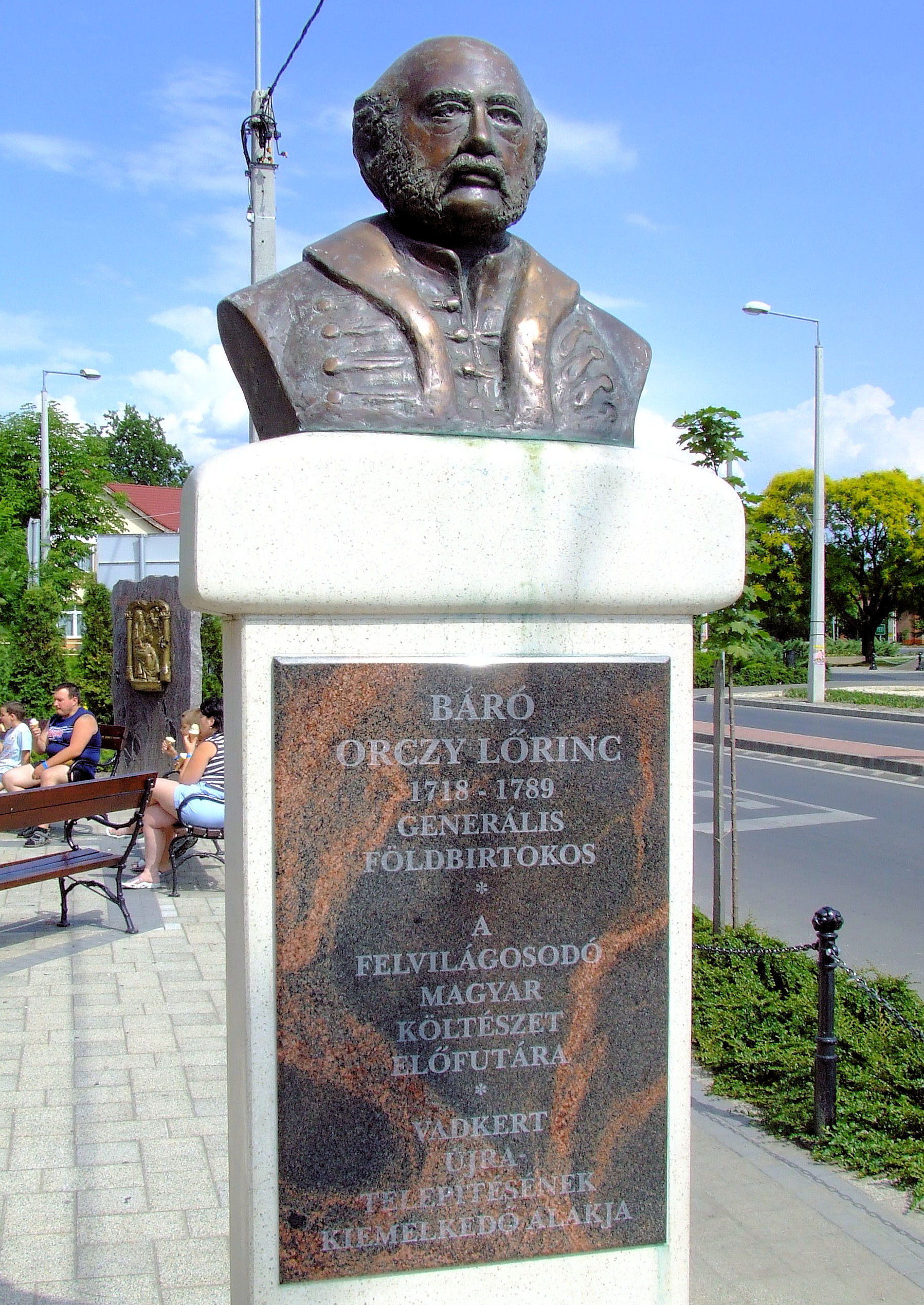
Бюст Л. Орци в г. Шольтвадкерт

Барон Лёринц Орци (венг. Orczy Lőrinc; 9 августа 1718, Хевеш, Северная Венгрия — 28 июля 1789, Пешт) — венгерский государственный деятель, военачальник, генерал, поэт.

## Биография
Старший сын барона Иштвана Орци (1669—1749). Получил прекрасное домашнее воспитание.
Когда Мария Терезия взошла на трон и столкнулась со множеством претендентов на «австрийское наследство», не желавших уступать ей своих прав, Лёринц Орци вместе с группой молодых аристократов в 1741 году, добровольно выступил на защиту королевы.
Участвовал в Семилетней войне под командованием фельдмаршала А. Хадика. Отличился в сражениях при Дрездене и рейде на Берлин.
В 1756 сформировал за свой собственный счет кавалерийский полк, за что заслужил внимание и благодарность королевы. После заключения мира, получил звании генерала.
С 1764 года — на гражданской службе. В 1767 стал губернатором области Абов, с 1784 — наместник.
Умер в 1789 году Венгрии.
Его правнук Бела Орци (1822—1917) — венгерский политический и государственный деятель, а праправнучка Эмма Оруи (1865—1947) — британская романистка.

## Творчество
Первый поэтический дебют относится к 1756 году. Поэзия Л. Орци свидетельствует о том, что он хорошо знал римских классиков и старые венгерские песни.
Часть его стихов была опубликована в 1789 в Братиславе.

## Избранные произведения
- Onomastica corona spect. ac generoso dno Stephano Orczi de eadem. A propensa filii obligatione ipso festo S. Stephani regis oblata. 1730.
- Mátra hegyei között mulatozó nimfáknak éneke, melyet a…. 1761.
- Költeményes holmi egy nagyságos elmétől. 1787.
- Két nagyságos elmének költeményes szüleményei. 1789.

## Награды
- Командор Королевского венгерского ордена Святого Стефана.